# 미국 의회의 합동 회의
미국 의회의 합동 회의(Joint session of the United States Congress)는 미국 연방 정부의 양원제 입법부인 상원과 하원의 구성원들이 모이는 것이다. 합동회의는 특별한 경우에 개최할 수 있으나, 대통령이 국정연설을 할 때, 선거인단의 투표를 대통령 선거로 집계하고 인증하기 위해 모일 때, 대통령 취임식이 개최 요건이다. 합동회의는 의례적이거나 공식적인 행사로서 어떠한 입법적 기능도 수행하지 않으며, 결의안을 제안하거나 표결을 실시하지 않는다.
합동 회의는 일반적으로 하원 회의소에서 개최되며 전통적으로 하원 의장이 주재한다. 그러나 헌법은 부통령(상원의장)이 선거인단 개표를 주재하도록 규정하고 있다.

## 같이 보기
- 미국 의회